# 偽信者たち (クルアーン)
『偽信者たち』とは、クルアーンにおける第63番目の章（スーラ）。11の節（アーヤ）から成る。マディーナ啓示に分類される。

## 内容
信心を欠いた偽信者たちに対する批判が述べられる。